# کهور سیاه
کهور سیاه (نام علمی: Prosopis nigra) نام یک گونه از سرده کهور است.